# 1920 في الجزائر
الأحداث من عام  1920 في الجزائر.

## المواليد
- 21 يونيو - بوخالفة بيطام، كاتب ومدرس جزائري.
- 8 يوليو – مصطفى كاتب [1] – ممثل مسرحي وسينمائي جزائري قدير.
- 21 يوليو – محمد ديب، كاتب وأديب جزائري باللغة الفرنسية في مجال الرواية والقصة القصيرة والمسرح والشعر.[2]